# Arthur Edström
Johan Arthur Edström, född den 14 maj 1870 i Örebro, död den 30 augusti 1942 i Göteborg, var en svensk militär.
Edström blev underlöjtnant i Vaxholms artillerikår 1892, i Karlskrona artillerikår 1894, löjtnant där 1896 och kapten där 1899. Från 1902 tjänstgjorde han inom det då bildade Kustartilleriet. Edström befordrades till major 1914 och blev samtidigt kommendant i Älvsborgs fästning. Han var därjämte, som överstelöjtnant, chef för Älvsborgs kustartillerikår 1915–1924. Edström var överste och chef för Karlskrona kustartilleriregemente 1924–1925. Han tjänstgjorde i reserven 1925–1935. Edström invaldes som ledamot av Örlogsmannasällskapet 1924. Han blev riddare av Svärdsorden 1913 och kommendör av andra klassen av samma orden 1931.